# Basich

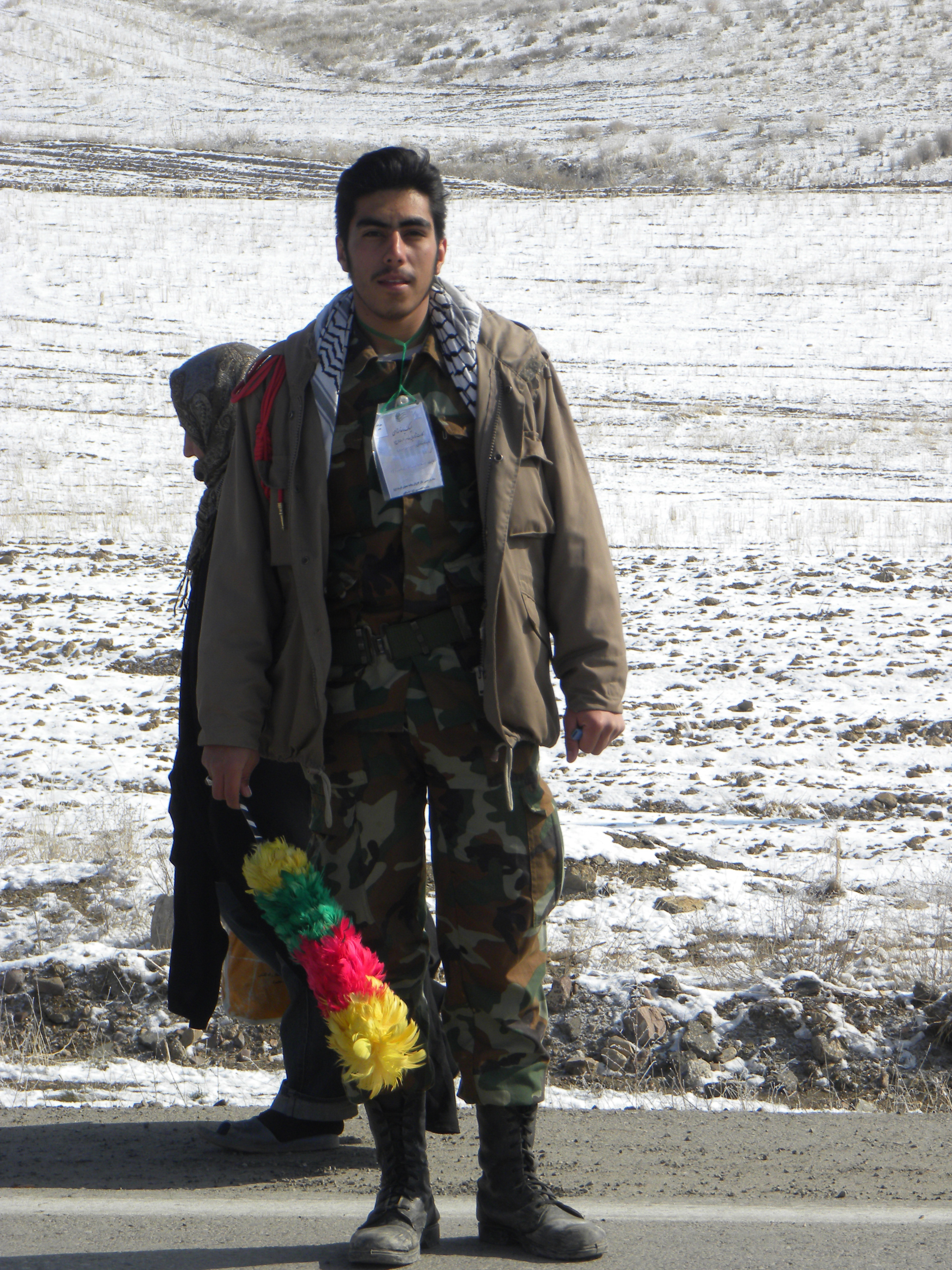
Un soldado basich guía a los peregrinos y peatones de Nishapur a Mashhad.

El Basich (también transliterado como Bassij o Baseej; en persa: بسيج‎, literalmente «movilización»), oficialmente, Niruye Moqavemate Basich ("Fuerza de Resistencia Basij"), es una fuerza paramilitar formada por voluntarios, fundada por órdenes del ayatolá Jomeiní en noviembre de 1979. El Basich está subordinado a los Cuerpos de la Guardia Revolucionaria Islámica.
La fuerza ha sido ampliamente utilizada para reprimir y controlar la gran escala de protestas tras las elecciones presidenciales de Irán de 2009.
Formada originalmente por hombres que eran «o muy jóvenes o muy viejos para el servicio militar regular», el Basich tal vez sea más famoso por proveer los voluntarios que formaron las ataques en ondas humanas contra los iraquíes durante la Guerra Irán-Irak, especialmente en torno de Basora. Desde entonces, el Basich sirve como una fuerza auxiliar, involucrada en actividades como la imposición de la ley, la administración de emergencias, el aprovisionamiento de servicios sociales, la organización de ceremonias religiosas públicas y, de manera controvertida, en el patrullaje de la moral y en la represión a reuniones disidentes. Poseen una organización local en prácticamente todas las ciudades del país.

## Orígenes
El líder revolucionario Ruhollah Jomeini proclamó un decreto fundando el Basich como «una gran milicia del pueblo» en noviembre de 1979. Declaró además que «un país con 20 millones de jóvenes debe tener 20 millones de fusileros, o una fuerza armada con 20 millones de soldados; tal país nunca será destruido». Originalmente, esta organización estaba abierta a aquellos con menos de 18 y más de 45 años de edad, y a todas las mujeres. La milicia fue un factor importante durante la Guerra Irán-Irak (1980-1988). En aquella guerra, un sinnúmero de adolescentes miembros de la organización se inmolaron en los campos minados, creyendo morir como mártires santos, entonando cánticos relacionados con la Batalla de Karbala, en la cual el imán Hussein, el mayor de los mártires chiitas, fue torturado y asesinado. 
A mediados de 1983, el Basich había entrenado a 2,5 millones de iraníes para el uso de armas y enviado a 450 000 de ellos al frente de batalla. Después de la guerra, el Basij fue reorganizado gradualmente para ser uno de los «responsables primordiales para la seguridad interior».

## Organización
El Basich posee una red semidescentralizada, con ramas en casi todas las mezquitas de Irán. Entre sus subdivisiones se encuentra el Basich Universitario, el Basich Estudiantil y antiguas divisiones tribales incorporadas al grupo (como Basich Tribal). En el Basich Estudiantil, los miembros pertenecientes a la Educación secundaria son llamados «investigadores» (Puyandegán), en cuanto a los miembros de la Educación superior son llamados «vanguardia» (Pishgamán).
El actual comandante del Basij es Hasan Taeb.
De acuerdo con la Radio Free Europe, la «espina dorsal» del Basich consiste de 2500 batallones ez-Zahra (compuestos solamente por mujeres) y Ashura (formados por hombres), con 300 a 350 individuos cada uno. La Guardia Revolucionaria provee al 30% de estos batallones con armas pesadas y semipesadas; mientras que todos los miembros son entrenados en el uso de armas livianas y rifles. Por otra parte, desde 2007 el Basich fundó «30 000 nuevas células de combate, cada una con 15 a 20 miembros, llamadas de Karbala y Zolfaqar». Las células «colaboran estrechamente» con la Guardia Revolucionaria.
El Basich es una de las guardias armadas más poderosas del mundo, cuenta actualmente con unos 21 millones de miembros, de los cuales se estima que más de un millón se encuentran fuera del país, a las órdenes del gobierno persa.

## Controversias con los derechos humanos
- El Basij ha sido muy criticado a causa de sus prácticas de reclutamiento de menores y por incorporar a sus fuerzas paramilitares a niños soldados y por haber confiado en gran medida en la "ola humana" durante los ataques en la guerra Irán-Irak, en particular alrededor de Basora.[6][8] Muchos de ellos fueron utilizados como carne de cañón y de remoción de minas.[9]

- Según el Alto Comisionado de las Naciones Unidas para los Refugiados "decenas de miles de Basij han recibido la orden de merodear alrededor de cada fábrica, oficinas y escuelas para garantizar que todo el mundo se adhiera al código islámico. [...] Después de los disturbios del verano de 1999, las unidades Basij se reactivaron, rearmaron y fueron enviadas a las calles para obligar a hacer cumplir la ley islámica. Los Basij están bajo el control de las mezquitas locales. Por otra parte, se dice que los Basij establecieron puestos de control alrededor de las ciudades para detener a los automóviles y controlar el aliento de alcohol de sus ocupantes y para comprobar que las mujeres viajan con un pariente cercano o con su marido. Se informó de que la Ley de Apoyo Judicial de los Basij, publicada en la Gaceta Oficial N º 13.946 del 8/10/1371 (de diciembre de 1992), consistente a no recurrir contra las detenciones arbitrarias realizadas por los Basij".[10]

- Amnistía Internacional afirma que "las investigaciones realizadas por el Parlamento y el Consejo de Seguridad Nacional, indicaron que las actuaciones de la Guardia Revolucionaria y los oficiales de las fuerzas paramilitares Basij, entre otros, provocaron los disturbios y las subsiguientes heridas ocasionadas durante las manifestaciones de estudiantes en julio de 1999 ".[11]

- El 15 de junio de 2009, informes relacionan a la milicia Basij con el asesinato de civiles en la plaza Azadi, de Teherán, durante las protestas por el resultado de las elecciones iraníes de 2009.[12][13][14]